# Crusader (álbum)
Crusader es el sexto álbum de estudio de la banda británica de heavy metal Saxon, publicado en 1984 por EMI Music. Sin embargo, a pesar de que terminaron el contrato con Carrere Records a finales de 1983, este aún tenía poder sobre este disco y por ello en ciertos países lo lanzó el sello francés. Con el objetivo de ingresar en el mercado estadounidense, EMI les recomendó cambiar los temas que trataban en sus canciones, que les trajo una serie de críticas por parte de la prensa especializada. Dentro de su listado de canciones incluyeron una versión de «Set Me Free» de sus compatriotas Sweet y destacó el tema «Sailing to America», cuya letra estaba orientada a sus fanáticos estadounidenses.
Alcanzó el puesto 18 en la lista UK Albums Chart del Reino Unido y la posición 174 en los Billboard 200 de los Estados Unidos. En cuanto a su promoción se lanzaron dos canciones como sencillos: «Sailing to America» que obtuvo el puesto 81 en el UK Singles Chart y «Do It All For You».
En 2009 el sello EMI lo remasterizó con nueve pistas adicionales, las cuales son maquetas grabadas en 1983 en los Kaley Studio.

## El título de «Crusader»
En una entrevista realizada en el backstage del Aero Rock Starz Festival a Steve Dawson y Graham Oliver sobre el origen del título de la canción «Crusader», Dawson explicó: «En Inglaterra, hay un diario llamado Daily Express y en su logotipo ubicado en la parte superior hay un cruzado. Luego Ford hizo un automóvil llamado Cortina Crusader. Realmente ese fue el comienzo. Simplemente nos gustaba el nombre de crusader y no teníamos connotaciones sobre lo que significada su historia, pero nos gustaba el nombre, por lo que simplemente escribimos la letra para que encajara con el título, eso es todo».

## Lista de canciones
Todas las canciones escritas por Byford, Quinn, Oliver, Dawson y Glockler, a menos que se indique lo contrario.

| N.º | Título                             | Escritor(es)                  | Duración |  |
| 1.  | «The Crusader Prelude»             |                               | 1:06     |  |
| 2.  | «Crusader»                         |                               | 6:34     |  |
| 3.  | «A Little Bit of What You Fancy»   |                               | 3:51     |  |
| 4.  | «Sailing to America»               |                               | 5:04     |  |
| 5.  | «Set Me Free» (cover de Sweet)     | Andy Scott                    | 3:14     |  |
| 6.  | «Just Let Me Rock»                 |                               | 4:11     |  |
| 7.  | «Bad Boys (Like to Rock 'n' Roll)» |                               | 3:25     |  |
| 8.  | «Do It All for You»                | Saxon, Beamish                | 4:44     |  |
| 9.  | «Rock City»                        | Byford, Quinn, Oliver, Dawson | 3:16     |  |
| 10. | «Run for Your Lives»               |                               | 3:51     |  |

| Pistas adicionales en remasterización de 2009 |                                                                         |                                        |          |  |
| N.º                                           | Título                                                                  | Escritor(es)                           | Duración |  |
| 11.                                           | «Borderline» (Kaley Studio demo 1983)                                   |                                        | 2:42     |  |
| 12.                                           | «Helter Skelter» (Kaley Studio demo 1983)                               |                                        | 3:35     |  |
| 13.                                           | «Crusader» (Kaley Studio demo 1983)                                     |                                        | 6:21     |  |
| 14.                                           | «Do It All for You» (Kaley Studio demo 1983)                            | Byford, Quinn, Oliver, Dawson, Beamish | 4:46     |  |
| 15.                                           | «A Little Bit of What You Fancy» (Kaley Studio demo 1983)               |                                        | 3:10     |  |
| 16.                                           | «Sailing to America» (Kaley Studio demo 1983)                           |                                        | 5:11     |  |
| 17.                                           | «Set Me Free» (Kaley Studio demo 1983)                                  | Scott                                  | 3:22     |  |
| 18.                                           | «Just Let Me Rock» (Kaley Studio demo 1983)                             |                                        | 4:01     |  |
| 19.                                           | «Do It All for You (intro)/Run for Your Lives» (Kaley Studio demo 1983) | Byford, Quinn, Oliver, Dawson, Beamish | 4:59     |  |

## Miembros
- Biff Byford: voz
- Paul Quinn: guitarra eléctrica
- Graham Oliver: guitarra eléctrica
- Steve Dawson: bajo
- Nigel Glockler: batería